# Meppen
Meppen település Németországban, azon belül Alsó-Szászország tartományban. Lakosainak száma 36 137 fő (2023. december 31.). Meppen Stavern, Klein Berßen, Haselünne, Geeste, Twist és Haren községekkel határos.

## Népesség
A település népességének változása:
| Lakosok száma | 34 935 | 35 267 | 35 373 | 35 415 | 36 117 | 36 137 |
|               | 2016   | 2017   | 2019   | 2021   | 2022   | 2023   |